# Elisabet Svane
Elisabet Svane (født 21. august 1962 i Allerslev) er en dansk journalist, forfatter og politisk analytiker.
Elisabet Svane blev student fra Vordingborg Gymnasium i 1981 og journalist fra Danmarks Journalisthøjskole i 1990. Hun kom derefter til Ekstra Bladet som politisk redaktør. I 2006 blev hun redaktionschef for Ekstra Bladets Forlag og senere kreativ chef for JP/Politikens Forlag. I 2008 skiftede hun til en stilling som forlægger hos Verve og People's Press, men vendte i august 2009 tilbage til journalistikken som politisk redaktør for Avisen.dk. Her var hun til marts 2011, hvor hun overtog stillingen som politisk redaktør for Fyens Stiftstidende efter Troels Mylenberg.  
Fra november 2016 var Elisabet Svane politisk redaktør på Avisen Danmark, hvorefter hun fra april 2018 var udsendt som Politikens Bruxelles-korrespondent. Siden august 2021 har hun været politisk analytiker ved Politiken.  
Elisabet Svane er forfatter til bøgerne Hvid røg, sort tårn fra 2013 (om Margrethe Vestager), Pia K. – årene ved magten fra 2009 (om Pia Kjærsgaard) samt til Sibel fra 2002 (om en ung tyrkisk kvinde).